# Tourisme en Afrique du Sud

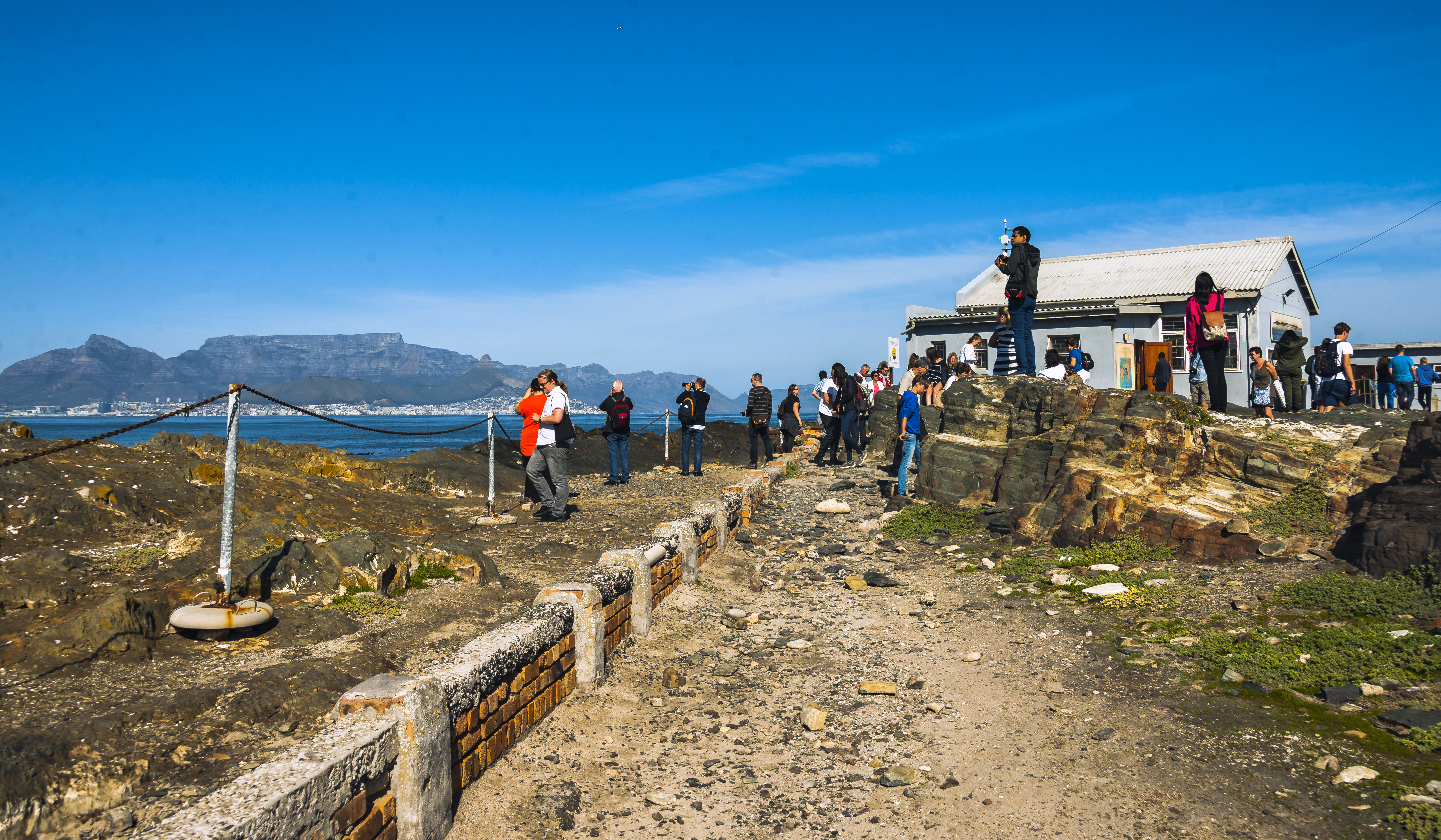
Touristes admirant la vue sur Le Cap et la Montagne de la Table depuis Robben Island

Le tourisme en Afrique du Sud est un secteur économique important pour le pays, qui représente 2,34 % du PIB en 2019, mais seulement 0,81 % en 2020 en raison du manque d'activités causé par la pandémie de COVID-19.
L'Afrique du Sud offre aux touristes nationaux et internationaux une grande variété d'options, dont des paysages naturels pittoresques et des réserves naturelles, un patrimoine culturel diversifié et des vins renommés. Les destinations les plus populaires comprennent plusieurs parcs nationaux, tels que le vaste parc national Kruger dans le nord du pays, les côtes et les plages des provinces du KwaZulu-Natal et du Cap-Occidental, et les grandes villes comme Le Cap, Johannesbourg et Durban.
Selon la dernière enquête sur le tourisme et la migration de Statistics South Africa, près de 3,5 millions de voyageurs sont passés par les points d'entrée du pays en août 2017. Les cinq premiers pays d'outre-mer avec le plus grand nombre de touristes visitant l'Afrique du Sud sont les États-Unis, le Royaume-Uni, l'Allemagne, les Pays-Bas et la France. La plupart des touristes arrivant en Afrique du Sud depuis ailleurs en Afrique viennent des pays de la SADC. Le Zimbabwe arrive en tête de liste avec 31 %, suivi du Lesotho, du Mozambique, d'Eswatini et du Botswana. De plus, le Nigeria est le pays d'origine de près de 30% des touristes arrivant en Afrique du Sud.
L'agence de marketing officielle du pays, South African Tourism, est responsable de la promotion de l'Afrique du Sud dans le monde. Selon le World Travel & Tourism Council, l'industrie du tourisme a directement contribué à hauteur de 102 milliards de rands au PIB sud-africain en 2012 et est à l'origine de  10,3 % des emplois dans le pays.

## Attractions touristiques

### Biodiversité et écotourisme

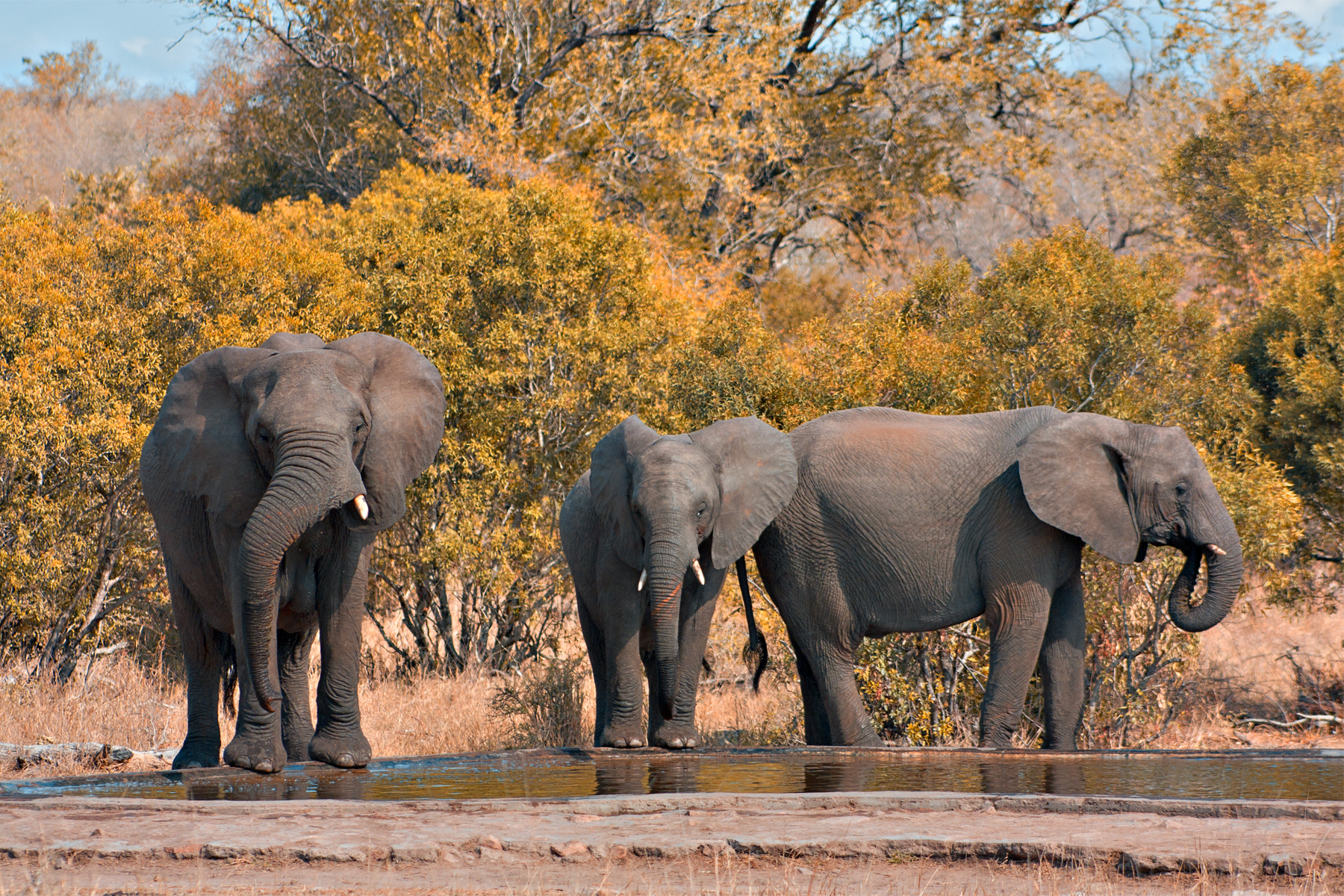
Famille d'éléphants près d'un point d'eau artificiel dans le parc national Kruger

L'Afrique du Sud est classée dix-neuvième sur les vingt pays mégadivers du monde. Le pays abrite une grande variété de vie animale. Parmi les grands mammifères trouvés dans le bushveld du nord, se trouvent les lions, les léopards, les guépards, les rhinocéros blancs, les gnous bleus, les koudous, les impalas, les hyènes, les hippopotames et les girafes. Une étendue importante de bushveld se développe dans le nord-est, et comprend le parc national Kruger, l'une des plus grandes réserves de gibier d'Afrique, et la réserve de gibier de Sabi Sand. Le parc national Kruger, créé en 1926, est l'un des parcs nationaux les plus visités du pays, avec un total de 1 659 793 visiteurs au cours de la période 2014-2015. La région abrite également près de 80 % de la population mondiale de rhinocéros. En raison des restrictions liées au Covid-19 qui entravent le tourisme et les déplacements dans la région, les massacres des différentes espèces de rhinocéros en Afrique du Sud chutent de 53 % en 2020.
Le pays est également particulièrement riche en diversité végétale, avec une grande variété de biomes à travers le pays. Parmi ces milieux riches en espèces se trouvent les prairies du Highveld, le Karoo succulent dans le centre de l'Afrique du Sud et le biome endémique du fynbos, constituant la majorité de la zone et de la vie végétale dans la région floristique du Cap. Cette végétation rare est protégée dans le cadre du parc national de la Montagne de la Table (qui comprend également l'emblématique Montagne de la Table au sommet plat). Il s'agit du parc national le plus visité d'Afrique du Sud en 2014 et 2015, avec un total de 2 677 767 visiteurs.

#### Écotourisme

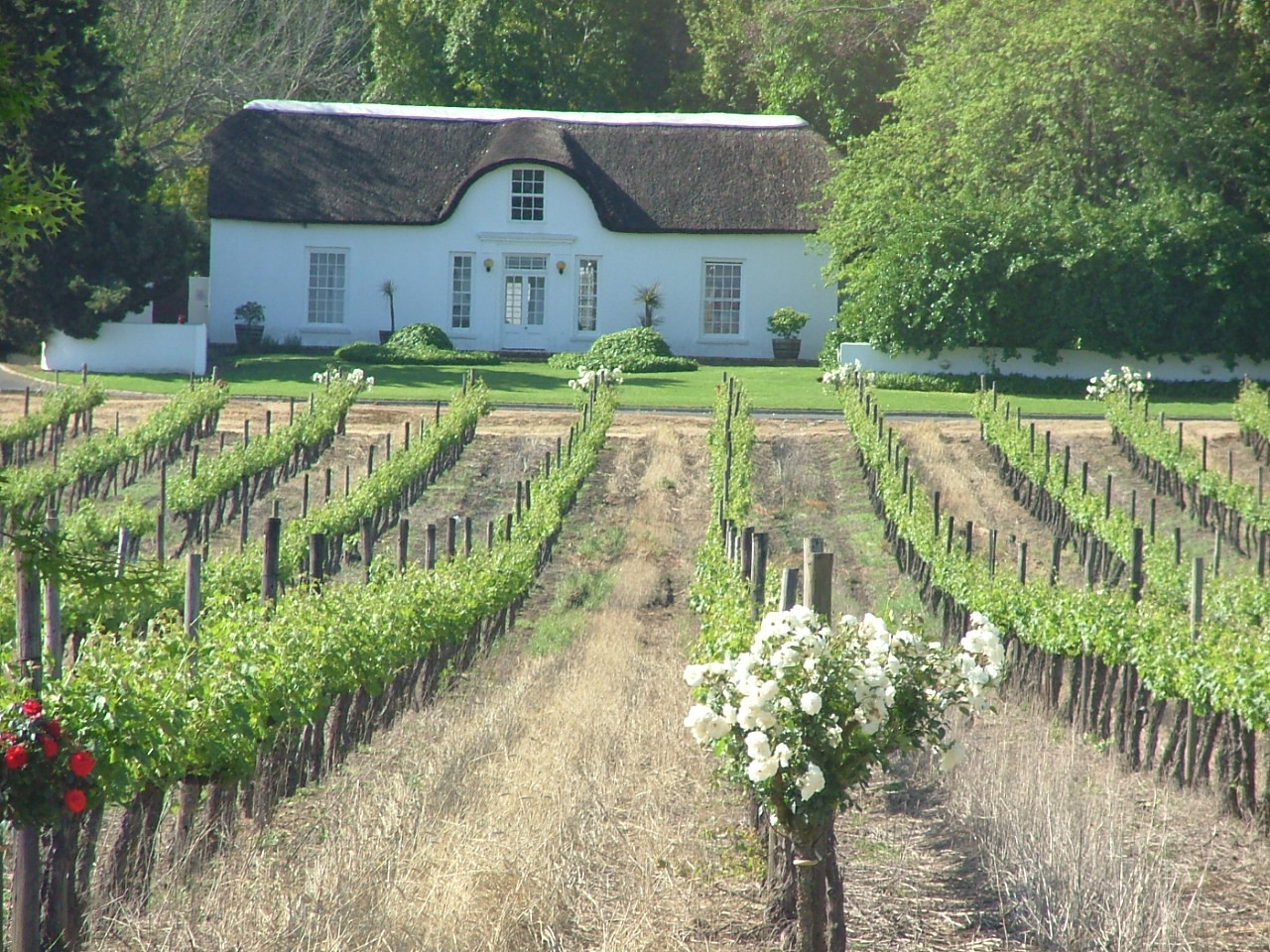
Un vignoble à Franschhoek, Western Cape

L'écotourisme est un concept de tourisme durable, respectueux des zones protégées et de la biodiversité fragile. Son but est de causer un impact minimal sur la faune et la flore locales. L'Afrique du Sud développe l'écotourisme pour préserver et développer la biodiversité du pays, ainsi que pour alimenter son économie touristique. Le tourisme est le quatrième plus important générateur d'échanges économiques avec l'étranger dans le pays, et l'écotourisme est une idée pour inciter les visiteurs à venir dans le pays tout en promouvant la protection de la biodiversité sud-africaine. La biodiversité du pays étant très développée, l'écotourisme est un moyen d'en faire bénéficier le pays d'une manière légale et non-prédatrice pour les écosystèmes, contrairement à d'autres activités comme le braconnage ou le trafic d'animaux sauvages.
Toutefois, la gestion écotouristique est critiquée, des chercheurs comme Sylvain Guyot estimant que cela se fait au détriment des populations, notamment noires, et profite essentiellement à la population blanche.

### Attraits culturels
En plus de ses nombreuses attractions naturelles, l'Afrique du Sud possède également de nombreuses attractions d'importance culturelle. Il s'agit notamment des grottes fossilifères faisant partie du berceau de l'humanité à Gauteng, des ruines du royaume de Mapungubwe dans le nord du Limpopo, des routes des vins du Cap-Occidental et de divers sites historiques dans les villes du Cap et de Johannesbourg (tels que Robben Island, le fort de Bonne-Espérance et le canton de Soweto).

### Sites du patrimoine mondial de l'UNESCO
Dix sites sud-africains sont inscrits sur la liste du patrimoine mondial de l'UNESCO, dont le parc de la zone humide d'iSimangaliso et le parc du Drakensberg dans le KwaZulu-Natal. Il existe cinq WHS culturels, quatre sites naturels et un site mixte.

## Politique des visas

Politique de visas de l'Afrique du Sud
Territoire de l'Afrique du Sud
Accès sans visa possible pendant 90 jours
Accès sans visa possible pendant 30 jours
Visa nécessaire pour les passeports ordinaires. Accès autorisé sans visa pour les détenteurs de passeports diplomatiques, officiels et de services
Visa obligatoire pour tous les passeports

Les visiteurs en Afrique du Sud doivent obtenir un visa auprès de l'une des missions diplomatiques sud-africaines, à moins qu'ils ne viennent de l'un des pays exemptés de visa, auquel cas ils obtiennent un « visa de port d'entrée ». Les visiteurs qui ont besoin d'un visa doivent faire la demande en personne et fournir des données biométriques.

## Statistiques

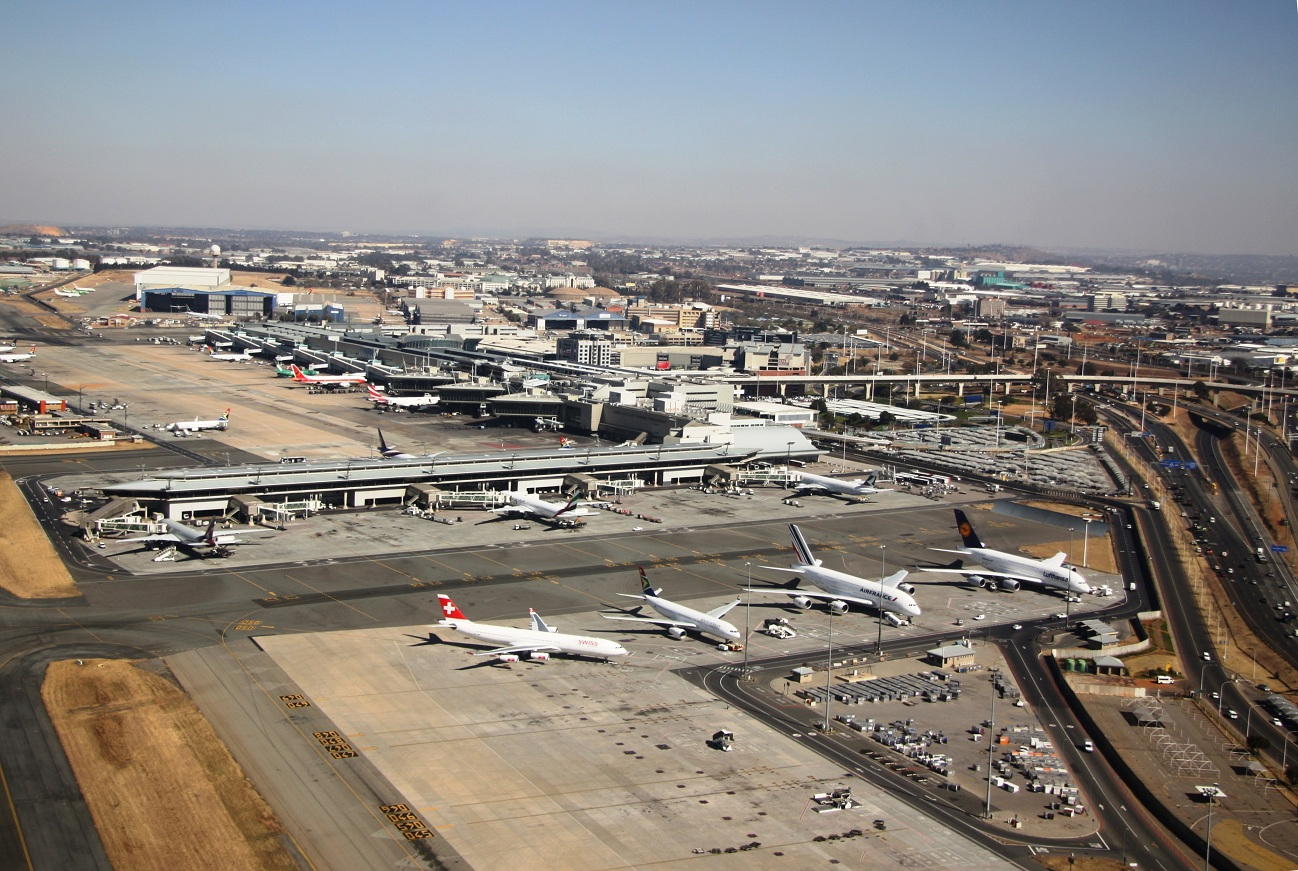
L'aéroport international OR Tambo de Johannesburg est l'un des principaux ports d'entrée du pays

En 2014, un total de 9 549 236 touristes (visiteurs d'une nuit ou plus, d'après la définition géographique) sont entrés en Afrique du Sud, ce qui correspond à une augmentation de 0,1 % par rapport aux 9 536 568 touristes enregistrés en 2013. Le nombre le plus élevé d'arrivées est enregistré en janvier de cette année-là, tandis que le nombre le plus bas est enregistré en juin. Une grande majorité (76,2 %) des touristes arrivant dans le pays sont des résidents des pays de la Communauté de développement d'Afrique australe, 1,9 % proviennent d'autres pays africains et 23,6 % sont des résidents de pays hors d'Afrique.

### Arrivées étrangères par année
| Arrivées de voyageurs étrangers (2000-2020) | Arrivées de voyageurs étrangers (2000-2020) | Arrivées de voyageurs étrangers (2000-2020) | Arrivées de voyageurs étrangers (2000-2020) | Arrivées de voyageurs étrangers (2000-2020) | Arrivées de voyageurs étrangers (2000-2020)  |
| Année                                       | Arrivées étrangères (en milliers)           | Année                                       | Arrivées étrangères (en milliers)           | Année                                       | Arrivées étrangères (en milliers)            |
| ------------------------------------------- | ------------------------------------------- | ------------------------------------------- | ------------------------------------------- | ------------------------------------------- | -------------------------------------------- |
| 2000                                        | 6 001                                       | 2008                                        | 9 729                                       | 2016                                        | 9 729                                        |
| 2001                                        | 5 908                                       | 2009                                        | 10 098                                      | 2017                                        | 15 990                                       |
| 2002                                        | 6 550                                       | 2010                                        | 11 575                                      | 2018                                        | 15 939                                       |
| 2003                                        | 6 640                                       | 2011                                        | 12 496                                      | 2019                                        | 14 797                                       |
| 2004                                        | 6 815                                       | 2012                                        | 13 796                                      | 2020                                        | 3 887 (en raison de la pandémie de Covid-19) |
| 2005                                        | 7 518                                       | 2013                                        | 15 155                                      |                                             |                                              |
| 2006                                        | 8 509                                       | 2014                                        | 15 092                                      |                                             |                                              |
| 2007                                        | 9 208                                       | 2015                                        | 15 052                                      |                                             |                                              |

### Arrivées de touristes par pays
| Arrivées de touristes depuis les 10 premiers pays de la SADC | Arrivées de touristes depuis les 10 premiers pays de la SADC | Arrivées de touristes depuis les 10 premiers pays de la SADC | Arrivées de touristes depuis les 10 premiers pays de la SADC | Arrivées de touristes venant des pays non-africains | Arrivées de touristes venant des pays non-africains | Arrivées de touristes venant des pays non-africains | Arrivées de touristes venant des pays non-africains |
| Classement                                                   | Pays d'origine                                               | Arrivées des visiteurs 2015                                  | % total des arrivées                                         | Classement                                          | Pays d'origine                                      | Arrivées des visiteurs 2015                         | % total des arrivées                                |
| ------------------------------------------------------------ | ------------------------------------------------------------ | ------------------------------------------------------------ | ------------------------------------------------------------ | --------------------------------------------------- | --------------------------------------------------- | --------------------------------------------------- | --------------------------------------------------- |
| 1                                                            | Zimbabwe                                                     | 1 900 791                                                    | 28,9                                                         | 1                                                   | Royaume-Uni                                         | 407 486                                             | 19.0                                                |
| 2                                                            | Lesotho                                                      | 1 394 913                                                    | 21.2                                                         | 2                                                   | États-Unis                                          | 297 226                                             | 13.9                                                |
| 3                                                            | Mozambique                                                   | 1 200 335                                                    | 18.3                                                         | 3                                                   | Allemagne                                           | 256 646                                             | 12.0                                                |
| 4                                                            | Swaziland                                                    | 838 006                                                      | 12.7                                                         | 4                                                   | France                                              | 128 438                                             | 6.0                                                 |
| 5                                                            | Botswana                                                     | 593 514                                                      | 9.0                                                          | 5                                                   | Pays-Bas                                            | 121 883                                             | 5.7                                                 |
| 6                                                            | Namibie                                                      | 212 514                                                      | 3.2                                                          | 6                                                   | Australie                                           | 99 205                                              | 4.6                                                 |
| 7                                                            | Zambie                                                       | 161 259                                                      | 2.5                                                          | 7                                                   | Chine                                               | 84 691                                              | 3.9                                                 |
| 8                                                            | Malawi                                                       | 135 260                                                      | 2.1                                                          | 8                                                   | Inde                                                | 78 385                                              | 3.7                                                 |
| 9                                                            | Angola                                                       | 48 416                                                       | 0,7                                                          | 9                                                   | Canada                                              | 56 224                                              | 2.6                                                 |
| 10                                                           | Tanzanie                                                     | 35 817                                                       | 0,5                                                          | 10                                                  | Italie                                              | 52 377                                              | 2.4                                                 |

## Histoire du tourisme en Afrique du Sud
L'Afrique du Sud n'a pas de tradition touristique ancienne. Durant la colonisation et les débuts de l'union sud-africaine, les voyageurs occidentaux qui se rendaient à titre temporaire en Afrique du Sud étaient plutôt fortunés, venaient pour des séjours de longue durée et résidaient dans des hôtels de prestige (comme le Mount Nelson au Cap). Il existait surtout un tourisme d'affaires intra-sud-africain et un tourisme local orienté surtout vers les sud-africains blancs, notamment avec le développement des parcs nationaux.
Avant la seconde guerre mondiale, le tourisme est une activité gérée par les chemins de fer et les ports sud-africains qui se chargent de vendre et diffuser la marque Afrique du Sud. Après la seconde guerre mondiale, en 1947, le South African Tourist Corporation (Satour) est créé avec pour objectif de vendre l'Afrique du Sud comme destination touristique. Cependant, cet objectif est freiné par l'instauration de l'apartheid en 1948 qui génère à l'étranger une image contrastée et négative de l'Afrique du Sud, accentuée à partir des années 60 (massacre de Sharpeville, émeutes de Soweto). Le tourisme n'est d'ailleurs pas une priorité des différents gouvernements sud-africains des années 50 et demeure essentiellement une activité régionale (les rhodésiens blancs et le Mozambique sont alors les principaux pourvoyeurs de  touristes étrangers). La part de touristes internationaux (hors Afrique) constitue pourtant déjà 17% de l'ensemble des visiteurs d'Afrique du Sud (dont la moitié provenant de Grande-Bretagne), un chiffre à considérer en tenant compte du délai pour venir en Afrique du Sud (deux semaines par bateau).
A partir des années 60, et en dépit des troubles politiques, l'économie sud-africaine connait son âge d'or. Un ministère du tourisme à part entière est créé ainsi qu'un board chargé de classer les hôtels entre cinq niveaux de qualité. Si les chiffres indiquent qu'un tourisme actif contribue à l'économie, il n'est pas expansif et fait face à des difficultés en raison de la politique de l'époque. Toutefois, jusqu'aux années 70, le discrédit des politiques discriminatoires menées par l'Afrique du Sud n'a pas d'impacts significatifs sur le développement du tourisme international dans le pays. Le gouvernement encourage et développe les connexions outre-mer, étend le réseau routier et améliore de manière générale les infrastructures du pays. L'arrivée des avions à réaction commerciaux et de gros porteurs permet de réduire considérablement la durée des trajets et de faire entrer l'Afrique du Sud dans l'ère du transport aérien et du tourisme de masse (local et régional en particulier). Pays ensoleillé de l'hémisphère sud, l'Afrique du Sud devient une destination touristique long-courrier durant la décennie des années 1960, en particulier dans les pays anglo-saxons de l'hémisphère nord, d'Amérique du nord et d'Europe. La publicité sur l'Afrique du Sud vante alors le soleil, la mer, la faune mais aussi le sport notamment auprès du public américain et australien en mettant en scène le golfeur Gary Player. Ces publicités, brochures ou films produites par la Satour (qui dispose d'agences dans les principaux pays européens en plus de liens commerciaux avec les principales agences de voyage) sont alors surtout tournées vers un public blanc. Elles juxtaposent également la société urbaine dite moderne et les sociétés primitives. En termes comparatifs pour la période 1965 à 1970, alors que le tourisme enregistre dans le monde un taux de croissance de 7,2 %, l'Afrique du Sud enregistre une augmentation de 11,4 % du nombre de visiteurs. Le nombre de touristes internationaux passe ainsi de 190 000 personnes en 1960 à 403 000 en 1975 et à 702 000 en 1985 pour atteindre enfin un million en 1990. Ce tourisme est alors axé vers les attractions naturelles (cap de bonne espérance, Montagne de la Table, Blyde River Canyon, montagnes du Drakensberg), les parcs nationaux, l'histoire des Blancs d'Afrique du Sud (Voortrekker Monument, champs de bataille du Natal, musées sur la guerres des Boers ...) et les domaines vinicoles du pays (Franschhoek, Stellenbosch).
Toutefois, le potentiel du marché touristique international reste volontairement sous-exploité, le gouvernement, animé également par des convictions puritaines et calvinistes, souhaitant recevoir sur son sols des touristes étrangers aisés à statut socio-économique élevés et susceptibles d'être politiquement plutôt conservateurs . Dans la même logique, le gouvernement sud-africain craint aussi les incidents sociaux et raciaux involontaires, liés à la méconnaissance par des visiteurs étrangers des nombreuses réglementations de l'apartheid, notamment concernant les installations publiques séparées . Cette approche  élitiste fut toutefois contestée par les hôteliers et les chaines hôtelières. En 1973, Owen Horwood se prononça en faveur d'une nouvelle politique globale et non sélective concernant le tourisme alors qu'au début des années 1970, le tourisme est le cinquième poste générant le plus de bénéfices. La période courant de 1976 à 1990 est marquée par l'importante couverture télévisée internationale des émeutes de Soweto (1976) et des différentes manifestations anti-apartheid qui suivent durant plus d'une décennie, soulevant le spectre de violences et de chaos généralisé. Après le record historique de nombre de visiteurs atteint en 1975 (402 988 visiteurs en 1975), le nombre de touristes internationaux chutent de 27% en 1977 (293 999) avant de repartir à la hausse de 12,7% en 1978. Même si le pays reste l'un des principaux sites touristiques d'Afrique
pour les visiteurs étrangers, la courbe de croissance rapide du tourisme qu'avait connu le pays depuis les années 60 est néanmoins révolue. A la même époque émerge des hôtels-casinos situés dans les bantoustans (Sun City au Bophuthatswana et Wild Coast Inn dans le Transkei). La création de ces hôtels, destinés d'abord au tourisme intérieur, accompagne aussi le développement d'un tourisme international centré sur la «culture bantoue» qui aboutira notamment à la promotion d'une représentation mythifié de l'Afrique avec l’hôtel de Lost City  de Sol Kerzner.

### Le tourisme sud-africain à l'heure de laRainbow Nation
La fin de l'apartheid en 1991, la chute du cours du rand par rapport aux grandes monnaies internationales, la libération de Nelson Mandela et les premières élections nationales au suffrage universel en 1994 ouvrent à l'Afrique du Sud un nouvel horizon concernant le tourisme, notamment d'affaires, lui permettant d'accueillir à partir de 1992 les concours miss monde (à Sun City) ainsi qu'une variété d'événements mondiaux, notamment la Coupe du monde de rugby de 1995 et la Coupe du monde de football de 2010. L'organisation de ces événements contribue à renforcer l'image et l'identité nationale de l'Afrique du Sud.
Ainsi, entre 1990 et 2003, le nombre de touristes connait annuellement un accroissement de 15,5% malgré l’augmentation de la délinquance et de la criminalité dans les grandes métropoles qui freinent le développement touristique du pays. Néanmoins, en 2003, l'Afrique du Sud est la première destination touristique du continent africain devant la Tunisie, l’Égypte et le Maroc.
L'Afrique du Sud, échoue cependant dans sa candidature pour accueillir les Jeux olympiques d'été de 2004 pour des raisons logistiques et politiques. Par exemple, Le Cap est alors en retard dans les moyens nécessaires pour soutenir financièrement un événement de la taille des Jeux Olympiques. Des raisons politiques prévalent aussi dans l'échec éventuel de la candidature, car le comité organisateur est entièrement blanc et le motif de créer une identité nationale semble être une fausse promesse pour la population majoritairement noire d'Afrique du Sud. Le comité de candidature fait face à des problèmes de réconciliation et des accusations de racisme spécifiquement entre Raymond Ackerman, un homme blanc et fortuné qui dirige la candidature, et Sam Ramsamy, qui est d'origine indienne. Par conséquent, dans une tentative d'améliorer l'industrie du tourisme par le biais d'une candidature aux Jeux olympiques, le défi d'une action cohérente constitue une grande menace.
L'organisation réussie de la Coupe du Monde de football en 2010 en Afrique du Sud lui permet de renforcer la marque et l'image internationale du pays amis aussi d'effacer l'image historique négative de l'apartheid associée à l'Afrique du Sud pour celle de la « Rainbow Nation » autoproclamée. Plusieurs nouveaux sites touristiques emblématiques marquent cette évolution et attirent chaque année de nombreux touristes comme le musée de l'apartheid à Johannesbourg, le Musée du district six au Cap, d'anciens forts ou établissement pénitentiaires transformés en musées, tels que Constitution Hill et Robben Island.
Cependant, en dépit de ces nouveaux sites patrimoniaux, le tourisme en Afrique du Sud repose toujours en grande partie sur l'héritage de l'apartheid, que ce soit au niveau des infrastructures et des sites visités ou développés. Les Noirs, qui furent la catégorie de population la plus affectée par l'apartheid et qui avaient pas ou peu accès aux destinations touristiques de leur pays, gardent un sentiment de déconnexion. Les jeunes Noirs, en particulier, qui connaissent la pauvreté entre autres problèmes, considèrent le tourisme et les voyages dans d'autres parties de leur propre pays comme une activité dominée par les Blancs. La société civile et les membres sud-africains du secteur privé du tourisme soutiennent l'argument selon lequel l'apartheid « a contribué au manque de participation des jeunes au tourisme intérieur ». 
Les townships où vivent la majorité de la population urbaine noire, comme celui Alexandra, sont notamment confrontés aux vestiges de la ségrégation, comme la surpopulation et des niveaux élevés de chômage et de criminalité. Cependant, ces endroits développent une forme particulière de tourisme appelé « tourisme des townships ». Le concept vise à développer ces lieux en invitant les touristes à découvrir leur histoire et à célébrer ces lieux de culture. Le phénomène du tourisme des townships a provoqué le développement de nouveaux espaces touristiques en Afrique du Sud dans la période post-apartheid et facilite la visite de sites symboliques d'importance dans la lutte anti-apartheid ainsi que l'amélioration de la compréhension de la pauvreté dans les communautés historiquement opprimées. De plus, le tourisme des townships est une stratégie du gouvernement sud-africain pour promouvoir les établissements noirs. L'un des marqueurs du tourisme post-apartheid est le mouvement visant à renforcer l'autonomisation économique des Noirs. Certains chercheurs affirment que cette consommation par les touristes de la culture des townships pourrait se faire au détriment des résidents locaux.
Aujourd'hui, l'industrie du tourisme en Afrique du Sud semble être en déclin. Les problèmes naturels liés à l'environnement et les problèmes sociaux tels que le fort taux de criminalité contribuent au déclin du tourisme dans le pays. Ce déclin est un constat dangereux étant donné l'importance du tourisme pour la croissance économique du pays.

### Établissements appartenant à des Noirs
L'émergence d'établissements de chambres d'hôtes appartenant à des Noirs est un nouveau phénomène dans l'industrie touristique sud-africaine qui est en lien direct avec l'héritage de l'apartheid. Ces établissements existent principalement dans d'anciens « espaces noirs » aussi appelés townships. Ces lieux de chambres d'hôtes bénéficient principalement du tourisme intérieur en Afrique du Sud. L'augmentation de l'importance de ces établissements est la preuve que le gouvernement national cherche de plus en plus à renforcer l'autonomisation économique des Noirs et la structure générale de propriété de l'industrie du tourisme. Selon Christian Rogerson, « La première décennie du gouvernement post-apartheid a vu un certain nombre de mesures prises vers un cadre politique et un développement stratégique pour la transformation. ». Cependant, les propriétaires noirs de ces établissements soulignent les problèmes qui existent encore dans l'établissement de telles activités et la croissance du tourisme dans ce secteur. Les entrepreneurs noirs et les propriétaires de ces établissements recherchent toujours l'aide du gouvernement pour s'améliorer dans des domaines tels que la finance, la formation et « l'accès aux réseaux de soutien disponibles d'informations et de conseils commerciaux ».